# Brachial fascie
Brachiale fascie (armens dybe fascie) er sammenhængende, da den dækker deltoideus og pectoralis major ved at den hæfter over på kravebenet, acromion og skulderkammen; den former en tynd, løs membranøs kappe på musklerne i armen, og sender septa mellem dem; den består af fibre anbragt i en cirkulær eller spiral retning, og forbundet gennem vertikale og skrå fibre.
| Anatomi | Spire Denne artikel om anatomi er en spire som bør udbygges. Du er velkommen til at hjælpe Wikipedia ved at udvide den. |